# Camilla Urso
Camilla Urso (Nantes, 13 giugno 1840 – New York, 20 gennaio 1902) è stata una violinista e docente francese.
È ricordata per essere stata una bambina prodigio in campo musicale e la prima donna ad essere ammessa al Conservatorio di Parigi allo studio del violino.

## Biografia
Camilla nasce a Nantes nel 1840 in una famiglia di musicisti. Il padre Salvatore Urso è un flautista siciliano che lavora al teatro Graslin, la madre Marie Émilie Girouard, canta nel coro della chiesa e dà lezioni di canto. Camilla Urso inizia a prendere lezioni di violino, all'età di sette anni, con Félix Simon, amico del padre e primo violino dell'orchestra del teatro Graslin. Nel 1849, durante un gala di beneficenza, Camilla si esibisce per la prima volta sorprendendo tutti con le sue abilità artistiche. Il padre decide di trasferirsi a Parigi sperando di poter iscrivere la figlia al Conservatorio di Parigi. Nonostante l'insistenza paterna l'iscrizione risulta impossibile a causa del fatto che le donne sono ammesse solo ai corsi di piano, solfeggio e canto e per la giovane età della ragazza.
Nel 1851 su insistenza del padre, il direttore del Conservatorio, Daniel Auber (1782-1871), accetta di far partecipara l'adolescente al concorso d'entrata. Camilla gareggia contro settantasei ragazzi per nove posti aperti nella classe di violino. Entrata al Conservatorio diventa allieva di Lambert Massart.

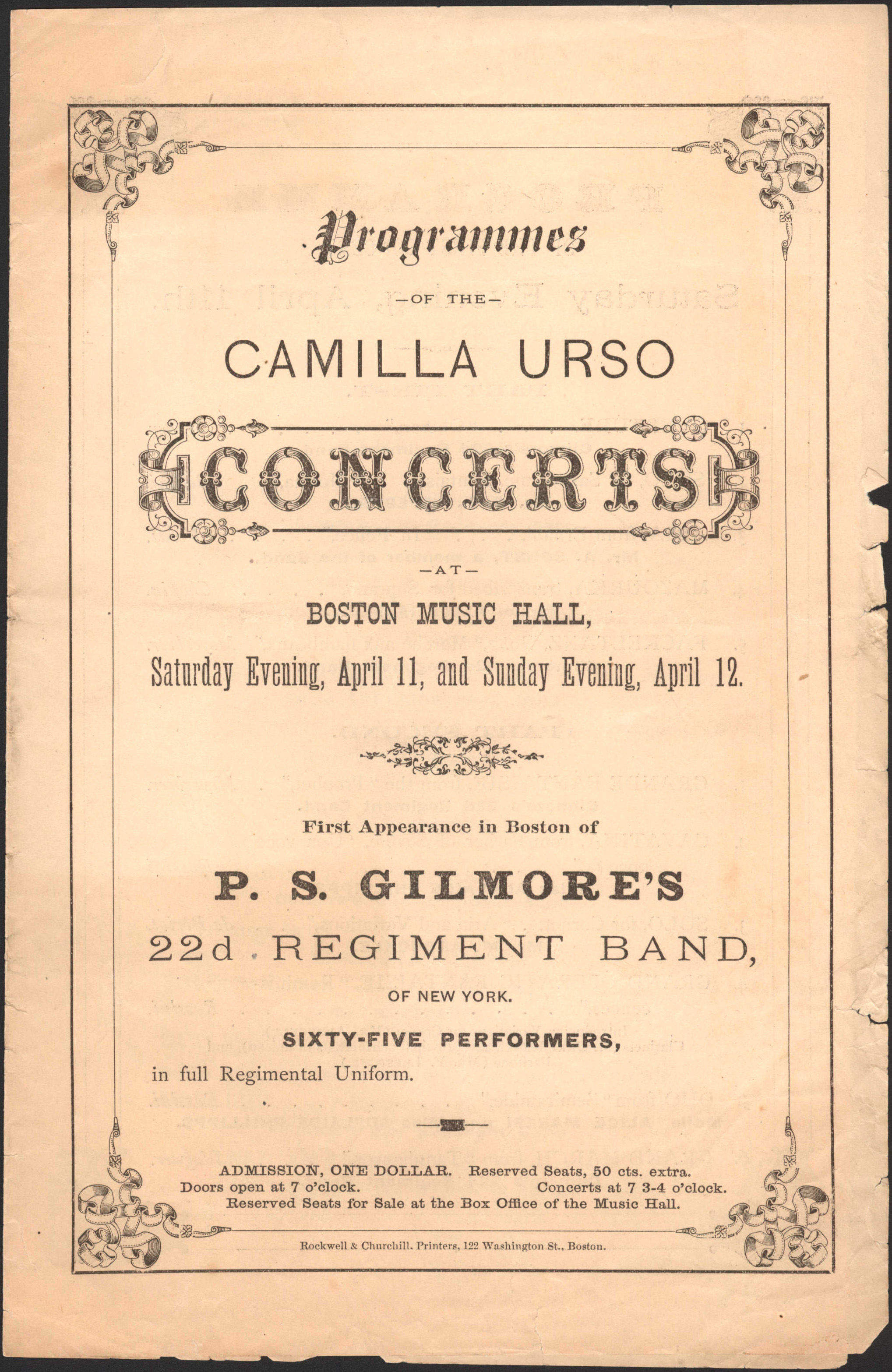
Locandina di due concerti di Camilla Urso alla Boston Music Hall (aprile 1863)

Nel settembre 1852 arriva a New York per un giro di concerti che però non si concretizzano. Tuttavia grazie alla sua reputazione riesce a esibirsi il 29 ottobre 1852 a New York e successivamente a Boston e Filadelfia in concerti privati insieme alla contralto Marietta Alboni già molto famosa. Nell'aprile 1853 si esibisce insieme alla Boston German Musical Society e il soprano Henriette Sontag prima a Boston e poi in altre città fino a New Orleans. Nel 1855, provata dal continuo viaggiare, decide di stabilirsi con i suoi genitori e i quattro fratelli a Nashville, nel Tennessee. Lì incontra il suo futuro marito, Frédéric Luère, che diventerà anche il suo manager.
Durante la Guerra civile americana si trasferisce con il marito e i figli al nord. Nel 1863 riprende l'attività concertistica esibendosi con la Philharmonic Society a Boston e successivamente con la New York Philharmonic. Nel 1864 si esibisce in Canada. Nel giugno 1865 rientra a Parigi per tenere dei concerti che hanno molto successo. Per i trent'anni successivi suona prevalentemente negli Stati Uniti e in Canada, anche se non esclude esibizioni in Europa, Sud America, Australia e Sud Africa.
Con la maturità Camilla Urso sviluppa il desiderio di contribuire attivamente a un più equo trattamento delle donne in campo musicale e a una maggiore rappresentazione delle donne nelle orchestre. Testimonianza di questo sua aspirazione è una famosa relazione che fu letta nel 1893 durante la Fiera Colombiana di Chicago. Utilizza la sua fama al servizio della causa e due anni dopo diventa direttrice della Women's String Orchestra, mantenendo questo incarico sino alla sua morte.
Nel 1895 si trasferisce definitivamente a New York, dove insegna sia privatamente che come professore al National Conservatory of Music of America. Il Conservatorio era stato fondato nel 1885 a New York da Jeannette Thurber, sul modello europeo, per fornire un'istruzione superiore in campo musicale. Fra i numerosi musicisti che vi lavoravano alcune erano donne comme Urso, Irénée Berge, Emma Fursch-Madi, oltre la stessa Thurber. Famoso fu il suo direttore Antonín Dvořák che in quei muri compose la sua Sinfonia in mi minore che, su suggerimento di Thurber, intitolò "Dal nuovo mondo". Non interruppe mai la sua attività concertistica. Si esibì ancora il 22 novembre 1901 a Flint, in Michigan. Muore di appendicite il 20 gennaio 1902 a New York a 61 anni. Fu inumata nel cimitero di Green-Wood a Brooklyn.